# Fußball-Verbandsliga Schleswig-Holstein 1987/88
Die Verbandsliga Schleswig-Holstein wurde zur Saison 1987/88 das 41. Mal ausgetragen und bildete den Unterbau der drittklassigen Oberliga Nord. Die beiden erstplatzierten Mannschaften durften an der Aufstiegsrunde zur Oberliga Nord teilnehmen. Die Mannschaften auf den drei letzten Plätzen mussten in die Landesliga absteigen.

## Vereine
Im Vergleich zur Saison 1986/87 veränderte sich die Zusammensetzung der Liga folgendermaßen: Keine Mannschaft war in die Oberliga Nord auf-, während auch keine Mannschaft aus Schleswig-Holstein aus der Oberliga Nord abgestiegen war. Die drei Absteiger hatten die Verbandsliga verlassen und wurden durch die drei Aufsteiger Olympia Neumünster (Wiederaufstieg nach zehn Jahren), Rendsburger TSV (Wiederaufstieg nach fünf Jahren) und TuS Hoisdorf (erstmals in der höchsten Amateurliga Schleswig-Holsteins) ersetzt.
| Verein                   | Stadt          | Kreis                 | Qualifikation                      |
| ------------------------ | -------------- | --------------------- | ---------------------------------- |
| VfB Lübeck               | Lübeck         |                       | Meister 1986/87                    |
| TSV Plön                 | Plön           | Plön                  | 2. Platz 1986/87                   |
| TSB Flensburg            | Flensburg      |                       | 3. Platz 1986/87                   |
| Itzehoer SV              | Itzehoe        | Steinburg             | 4. Platz 1986/87                   |
| 1. FC Phönix Lübeck      | Lübeck         |                       | 5. Platz 1986/87                   |
| FC Kilia Kiel            | Kiel           |                       | 6. Platz 1986/87                   |
| VfB Kiel                 | Kiel           |                       | 7. Platz 1986/87                   |
| TSV Pansdorf             | Ratekau        | Ostholstein           | 8. Platz 1986/87                   |
| Heider SV                | Heide          | Dithmarschen          | 9. Platz 1986/87                   |
| Blau-Weiß Friedrichstadt | Friedrichstadt | Nordfriesland         | 10. Platz 1986/87                  |
| VfR Neumünster           | Neumünster     |                       | 11. Platz 1986/87                  |
| Eutin 08                 | Eutin          | Ostholstein           | 12. Platz 1986/87                  |
| TSV Nord Harrislee       | Harrislee      | Schleswig-Flensburg   | 13. Platz 1986/87                  |
| Olympia Neumünster       | Neumünster     |                       | Aufsteiger aus der Landesliga Nord |
| Rendsburger TSV          | Rendsburg      | Rendsburg-Eckernförde | Aufsteiger aus der Landesliga Nord |
| TuS Hoisdorf             | Hoisdorf       | Stormarn              | Aufsteiger aus der Landesliga Süd  |

## Saisonverlauf
Die Meisterschaft und Teilnahme an der Aufstiegsrunde sicherte sich der TuS Hoisdorf. Als Zweitplatzierter durfte der VfB Lübeck ebenfalls teilnehmen. Hoisdorf beendete seine Gruppe auf dem ersten Platz und stieg auf, während Lübeck seine Gruppe auf dem zweiten Platz hinter SFL Bremerhaven beendete und im Entscheidungsspiel dem VfL Herzlake unterlag. Der Rendsburger TSV und Olympia Neumünster mussten die Verbandsliga nach einer Saison wieder verlassen, der TSV Nord Harrislee nach elf Jahren.

### Tabelle
| Pl. | Verein                   | Sp. | S  | U  | N  | Tore    | Diff. | Punkte |
| --- | ------------------------ | --- | -- | -- | -- | ------- | ----- | ------ |
| 1.  | TuS Hoisdorf (N)         | 30  | 26 | 3  | 1  | 086:210 | +65   | 55:50  |
| 2.  | VfB Lübeck (M)           | 30  | 24 | 3  | 3  | 101:280 | +73   | 51:90  |
| 3.  | VfB Kiel                 | 30  | 22 | 3  | 5  | 069:350 | +34   | 47:13  |
| 4.  | 1. FC Phönix Lübeck      | 30  | 12 | 9  | 9  | 059:540 | +5    | 33:27  |
| 5.  | VfR Neumünster           | 30  | 13 | 6  | 11 | 052:420 | +10   | 32:28  |
| 6.  | TSB Flensburg            | 30  | 12 | 8  | 10 | 050:470 | +3    | 32:28  |
| 7.  | Heider SV                | 30  | 12 | 5  | 13 | 043:520 | −9    | 29:31  |
| 8.  | TSV Pansdorf             | 30  | 8  | 10 | 12 | 037:380 | −1    | 26:34  |
| 9.  | Itzehoer SV              | 30  | 11 | 4  | 15 | 048:520 | −4    | 26:34  |
| 10. | Eutin 08                 | 30  | 11 | 4  | 15 | 046:510 | −5    | 26:34  |
| 11. | Blau-Weiß Friedrichstadt | 30  | 8  | 10 | 12 | 037:470 | −10   | 26:34  |
| 12. | FC Kilia Kiel            | 30  | 8  | 9  | 13 | 054:530 | +1    | 25:35  |
| 13. | TSV Plön                 | 30  | 9  | 6  | 15 | 048:750 | −27   | 24:36  |
| 14. | Rendsburger TSV (N)      | 30  | 9  | 5  | 16 | 044:640 | −20   | 23:37  |
| 15. | Olympia Neumünster (N)   | 30  | 9  | 3  | 18 | 032:570 | −25   | 21:39  |
| 16. | TSV Nord Harrislee       | 30  | 1  | 2  | 27 | 015:105 | −90   | 04:56  |

| (M) | Staffelsieger der Verbandsliga Schleswig-Holstein 1986/87 |
| (A) | Absteiger aus der Oberliga Nord 1986/87                   |
| (N) | Aufsteiger aus der Landesliga Schleswig-Holstein 1986/87  |